# Massaga noncoba
Massaga noncoba är en fjärilsart som beskrevs av Sergius G. Kiriakoff 1974. Massaga noncoba ingår i släktet Massaga och familjen nattflyn. Inga underarter finns listade i Catalogue of Life.